# 2611 Boyce
2611 Boyce este un asteroid din centura principală, descoperit pe 7 noiembrie 1978, de Eleanor Helin și Schelte Bus.